# Celé číslo
Celá čísla se skládají z přirozených čísel (1, 2, 3, …), nuly (0) a záporných celých čísel (−1, −2, −3, …). Množina celých čísel se v matematice většinou označuje Z, nebo {\displaystyle \mathbb {Z} }, podle Zahlen (německy čísla). Podobně jako přirozená čísla, tvoří celá čísla nekonečnou spočetnou množinu. Studiem celých čísel se zabývá teorie čísel.

## Vlastnosti
Množina celých čísel Z je uzavřená na operaci sčítání a násobení, to znamená, že součet i součin dvou celých čísel je opět celé číslo. Navíc oproti přirozeným číslům je uzavřená i pro odčítání. Není však uzavřena pro dělení, neboť podíl dvou celých čísel už nemusí být celé číslo (např. 1/2).
Následující tabulka ukazuje základní vlastnosti násobení a sčítaní pro jakákoliv celá čísla a, b, c.
|                              | sčítání                         | násobení                                  |
| uzavřenost:                  | a + b je celé číslo             | a × b je celé číslo                       |
| asociativita:                | a + (b + c) = (a + b) + c       | a × (b × c) = (a × b) × c                 |
| komutativita:                | a + b = b + a                   | a × b = b × a                             |
| existence neutrálního prvku: | a + 0 = a                       | a × 1 = a                                 |
| existence inverzního prvku:  | a + (−a) = 0                    |                                           |
| distributivita:              | a × (b + c) = (a × b) + (a × c) | a × (b + c) = (a × b) + (a × c)           |
| Bez dělitelů nuly:           |                                 | jestliže ab = 0, pak buď a = 0 nebo b = 0 |

V algebře tvoří Z s prvními pěti vlastnostmi uvedenými výše na operaci sčítání Abelovskou grupu. Grupa Z s operací sčítaní je cyklická, protože každý nenulový prvek může být vyjádřen konečným součtem (např. 1 + 1 + … + 1 nebo (−1) + (−1) + … + (−1)). Říkáme tedy, že grupa Z s operací sčítání je nekonečná cyklická grupa a tedy každá nekonečná cyklická grupa je isomorfní Z.
První čtyři vlastnosti uvedené výše s operací násobení říkají, že Z s touto operací je komutativní monoid. Ale ne každý prvek ze Z má inverzní prvek (ve smyslu násobení), prostě neexistuje takové celé číslo x, které by vyhovovalo rovnici 2x = 1. To znamená, že Z netvoří spolu s operací násobení grupu.
Všechny vlastnosti z tabulky, kromě poslední, dohromady s operacemi sčítání a násobení na Z tvoří komutativní okruh s jednotkou. Přidáním poslední vlastnosti získáme obor integrity nad Z.
Neexistence inverzních prvků vzhledem k násobení, neboli že Z není uzavřena na dělení, znamená, že Z není těleso. Nejmenším tělesem obsahujícím celá čísla je tedy těleso racionálních čísel. Podobně se dá definovat i podílové těleso jakéhokoliv oboru integrity.
Přestože běžné děleni není na Z definováno, neznamená to, že nemůžeme používat algoritmus dělení, ten říká: mějme dvě celá čísla a a b, kde b ≠ 0, pak existují právě dvě celá čísla q a r taková, že a = q × b + r a 0 ≤ r < |b|, kde |b| značí absolutní hodnotu b. Celé číslo q se nazývá kvocient a r se nazývá zbytek po dělení čísla a číslem b. To tvoří základ pro Eukleidův algoritmus k výpočtu největšího společného dělitele.

## Konstrukce
Celá čísla mohou být zkonstruována z přirozených čísel definováním tříd ekvivalence dvojic čísel N×N s relací ekvivalence, „~“, kde
{\displaystyle (a,b)\sim (c,d)\,\!}
právě tehdy, když
{\displaystyle a+d=b+c.\,\!}
Kdybychom brali 0 jako přirozené číslo, pak přirozená čísla můžeme považovat za čísla celá vnořením, které přirozenému číslu n přiřadí [(n,0)], kde [(a,b)] značí třídu ekvivalence, která obsahuje (a,b).
Sčítání a násobení celých čísel je definováno následovně:
{\displaystyle [(a,b)]+[(c,d)]:=[(a+c,b+d)].\,}
{\displaystyle [(a,b)]\cdot [(c,d)]:=[(ac+bd,ad+bc)].\,}
Dá se lehce ověřit, že výsledek je nezávislý na volbě reprezentantů třídy ekvivalence.
Typicky, [(a,b)] je označení pro
{\displaystyle {\begin{cases}n,&{\mbox{if }}a\geq b\\-n,&{\mbox{if }}a<b,\end{cases}}}
kde
{\displaystyle n=|a-b|.\,}
Jestliže přirozená čísla přiřadíme k odpovídajícím celým číslům (použitím výše uvedeného vnoření), pak toto přiřazení je jednoznačné.
Příklady:
{\displaystyle {\begin{aligned}0&=[(0,0)]&=[(1,1)]&=\cdots &&=[(k,k)]\\1&=[(1,0)]&=[(2,1)]&=\cdots &&=[(k+1,k)]\\-1&=[(0,1)]&=[(1,2)]&=\cdots &&=[(k,k+1)]\\2&=[(2,0)]&=[(3,1)]&=\cdots &&=[(k+2,k)]\\-2&=[(0,2)]&=[(1,3)]&=\cdots &&=[(k,k+2)]\end{aligned}}}